# Werner Löwe

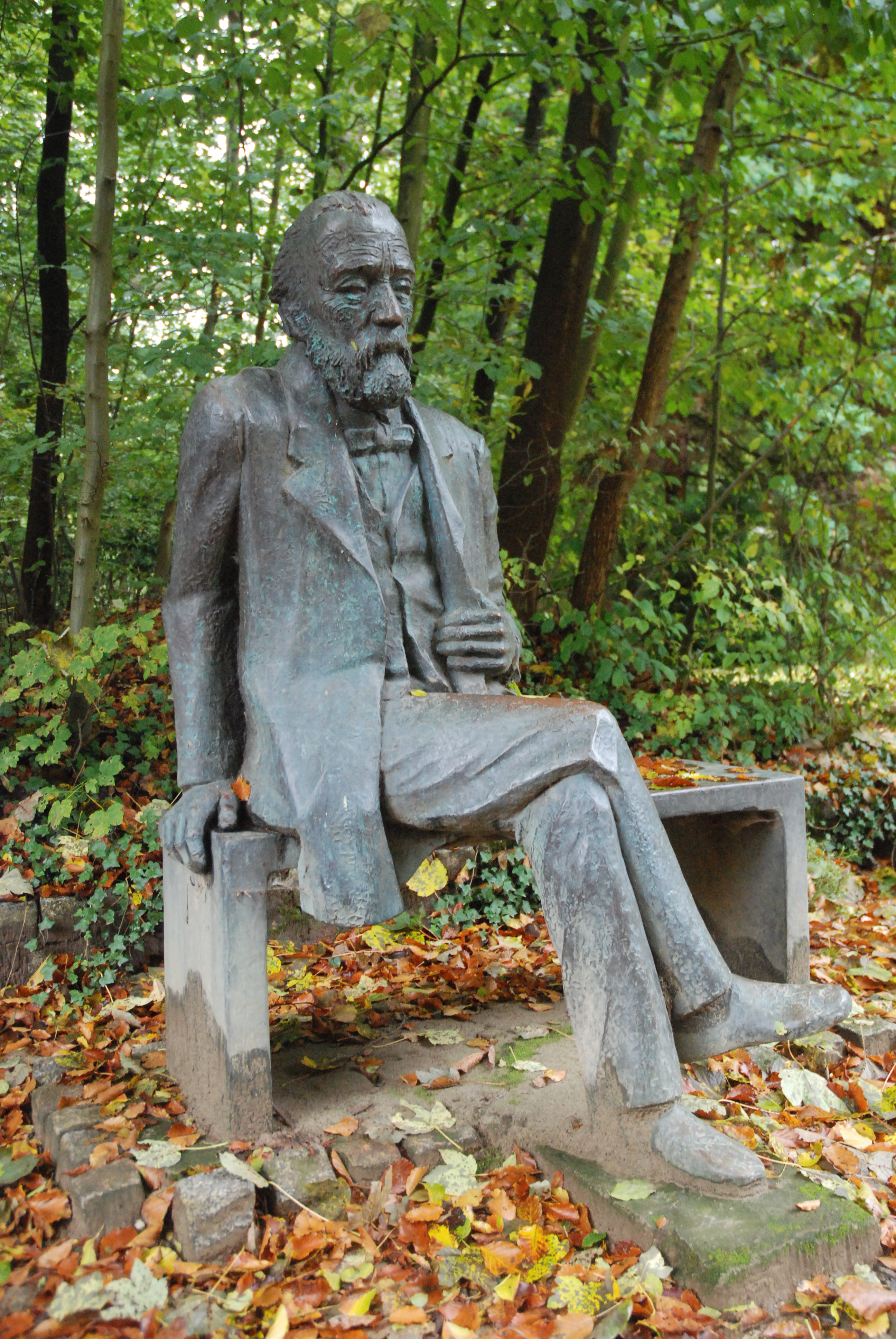
Storm-Statue im Waldpark Wilhelmshain

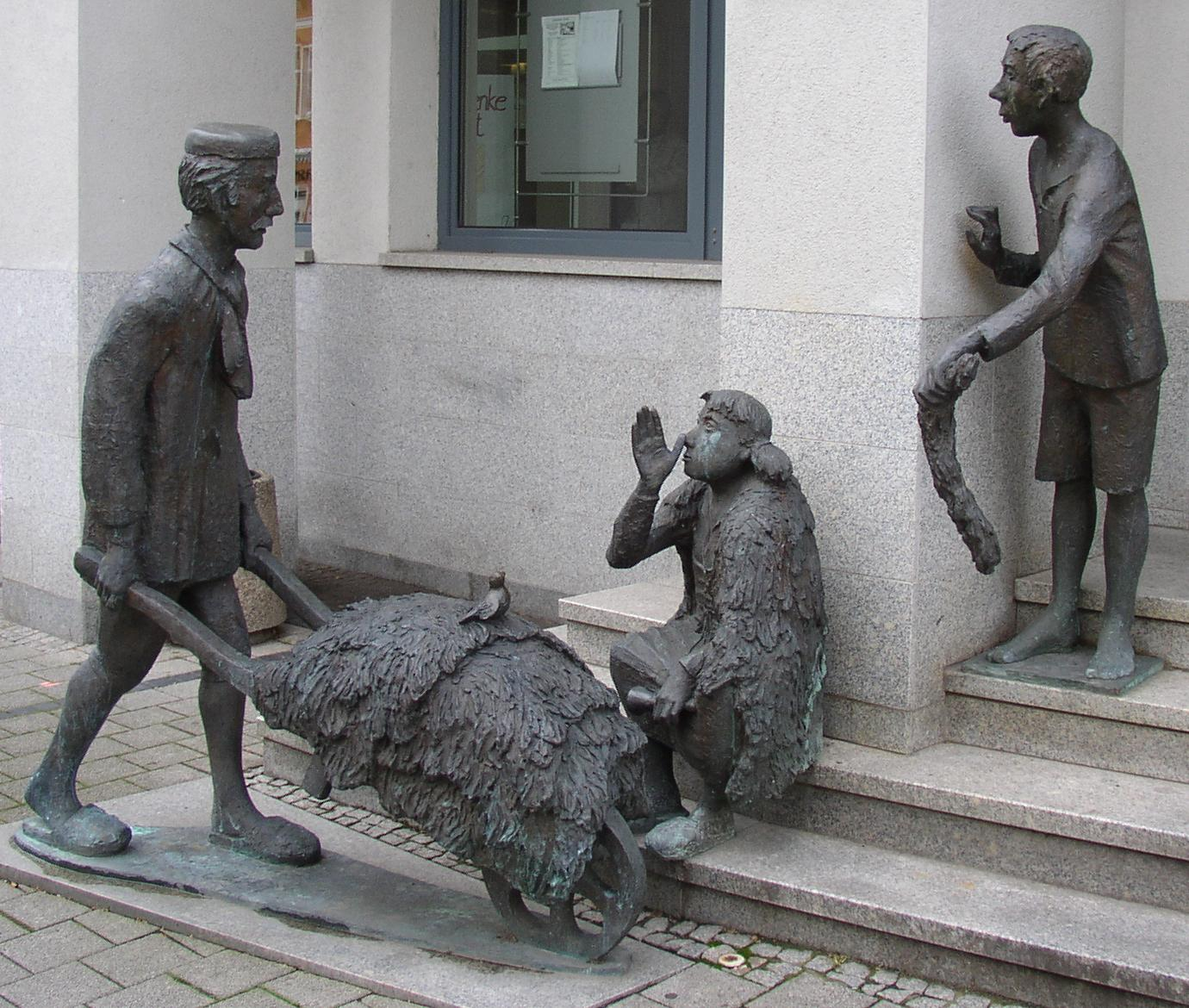
Skulpturengruppe „Fellhändler“ in Leinefelde-Worbis

Werner Löwe (* 1950 in Dresden) ist ein deutscher Bildhauer und Maler.

## Leben
Werner Löwe wuchs in Dresden auf und erlernte nach der Schulausbildung den Beruf des Stuckateurs, bevor er von 1973 bis 1975 ein Abendstudium an der Dresdner Hochschule für Bildende Künste absolvierte. Anschließend studierte er dort von 1975 bis 1980 bei Helmut Heinze, Gerd Jaeger und Arndt Wittig Plastik. Er schloss das Studium als Diplom-Bildhauer ab. Seitdem arbeitet er in Heiligenstadt als freischaffender Bildhauer, bis 1983 mit einem Fördervertrag. Dort wirkte er neben seiner freiberuflichen künstlerischen  Tätigkeit am Literaturmuseum „Theodor Storm“ und dem Eichsfelder Heimatmuseum. Seine Werke wurden u. a. in Dresden, Erfurt, Heiligenstadt, Kassel und Husum ausgestellt, in der DDR u. a. 1984 in Berlin auf der Ausstellung Junge Künstler der DDR und 1987/1988 auf der X. Kunstausstellung der DDR
Löwe war bis 1990 Mitglied des Verbands Bildender Künstler der DDR. Er wurde 1985 mit der Verdienstmedaille der DDR geehrt.

## Werke
Bekannte Werke von ihm im öffentlichen Raum sind das Eichsfeld Relief, die Skulpturen Theodor Storms und Heinrich Heines in Heiligenstadt, Die Fellhändler in Leinefelde, die Storm-Statue in Hanerau-Hademarschen sowie die Bronzereliefs der Päpste Johannes Paul II. und Benedikt XVI. in der Wallfahrtskapelle Etzelsbach.